# 修女泡芙

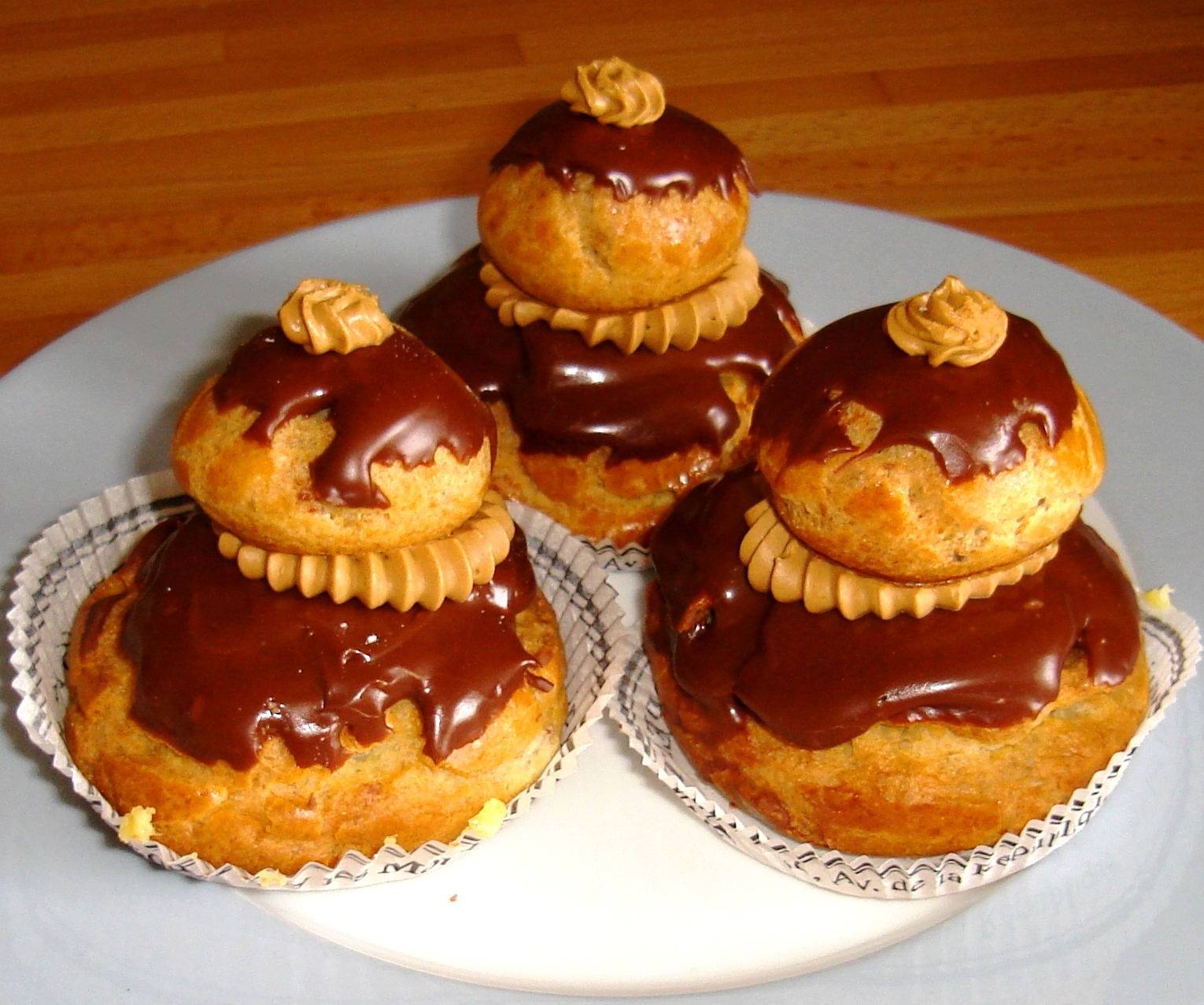
巧克力修女泡芙

修女泡芙(Religieuse)又稱俄莉修斯，是一種用多種甜點組合而成的法式甜點，是泡芙和奶油夾心的變體。它由兩個一大一小的泡芙堆疊而成，內填巧克力或咖啡口味的卡士達醬；外殼淋上甘納許後，再以鮮奶油做裝飾。
該甜點的名稱Religieuse意為「修女」或「主教冠」，因其形狀相似而得名。其歷史最早可追溯至1540年，由法國王后凱薩琳·德·麥地奇的佛羅倫斯主廚Panterelli首創，18世紀為马里-安托万·卡雷姆改良成現在的版本。